# پاولیش
پاولیش (به صربی: Pavliš) یک منطقهٔ مسکونی در صربستان است که در Vršac municipality واقع شده‌است. پاولیش ۲٬۲۰۵ نفر جمعیت دارد و ۹۰ متر بالاتر از سطح دریا واقع شده‌است.